# 나폴리 왕국
나폴리 왕국(라틴어: Regnum Neapolitanum;  이탈리아어: Regno di Napoli;  나폴리어: Regno 'e Napule)은 시칠리아 왕국으로도 알려진 1282년에서 1816년 사이 이탈리아반도 남쪽의 교황령 일부를 통치한 국가였다. 1282년 시칠리아인들에게 저항하여 옛 시칠리아 왕국의 시칠리아섬부터 탈퇴한 후 정식 나라로 인정받지 못한 채 한동안 비공식 국가 취급을 받기도 하였다.
1816년 동군연합이던 시칠리아 왕국과 통합, 양시칠리아 왕국이 되었다.

## 역사
1282년 시칠리아인들이 저항하여(→시칠리아 만종 사건 옛 시칠리아 왕국의 시칠리아섬부터 탈퇴한 후 성립되었다. 1381년–1435년까지 두라초 가와 발루아-앙주 가와의 내전으로 혼란스러웠다. 1435년 나폴리의 레나토 1세가 왕국을 점령했으나 1442년 아라곤에 정복되었다. 1501년 - 1504년의 프랑스 직접점령기를 거쳐 1713년까지 스페인과 동군연합이었다. 이후 부르봉-나폴리 왕가가 왕위를 얻어, 보나파르트 왕가가 점령한 때(1806–1815)를 제외하고 나폴리 왕위를 차지하였다. 1816년 동군연합이던 시칠리아 왕국과 통합, 양시칠리아 왕국이 되었다.

## 역대 군주

### 앙주 왕조
- 카를로 1세 (1282년~1285년)
- 카를로 2세 (1285년~1309년)
- 로베르토 (1309년~1343년)
- 조반나 1세 (1343년~1382년)

### 두라초 왕조
- 카를로 3세 (1382년~1386년)
- 라디슬라오 (1386년~1414년)
- 조반나 2세 (1414년~1435년)

### 발루아-왕주 왕조
- 레나토 1세 (1435년~1442년)

### 아라곤 왕조
- 알폰소 1세 (1442년~1458년)
- 페르디난도 1세 (1458년~1494년)
- 알폰소 2세 (1494년~1495년)
- 페르디난도 2세 (1495년~1496년)
- 페데리코 1세 (1496년~1501년)

### 발루아-앙굴렘 왕조
- 루이지 5세 (1501년~1504년)

### 합스부르크 왕조
- 페르디난도 3세 (1504년~1516년)
- 카를로 4세 (1516년~1554년)
- 필리포 1세 (1554년~1598년)
- 필리포 2세 (1598년~1621년)
- 필리포 3세 (1621년~1665년)
- 카를로 5세 (1665년~1700년)

### 부르봉 왕조
- 필리포 4세 (1700년~1713년)

### 합스부르크 왕조
- 카를로 6세 (1713년~1735년)

### 부르봉-나폴리 왕조
- 카를로 7세 (1735년~1759년)
- 페르디난도 4세 (1759년~1806년)

### 보나파르트 왕조
- 주세페 1세 (1806년~1808년)
- 조아키노 1세 (1808년~1815년)

### 부르봉 나폴리 왕조
- 페르디난도 6세 (1815년~1816년)

## 같이 보기
- 나폴리의 역사
- 나폴리의 군주 목록

## 참고 문헌
- Colletta, Pietro (1858), 《History of the Kingdom of Naples, 1734–1825 (with a supplementary chapter 1825–1856)》, 번역 Susan Horner, Edinburgh: T. Constable: vol. 1, vol. 2 (reprinted in one volume with a new introduction by John Davis as The History of the Kingdom of Naples: From the Accession of Charles of Bourbon to the Death of Ferdinand I, London: Tauris, 2009)
- Léonard, Émile-Guillaume (1954), 《Les Angevins de Naples》, Paris: Presses universitaires de France
- Croce, Benedetto (1970),  H. Stuart Hughes, 편집., 《History of the Kingdom of Naples》, 번역 Frances Frenaye, Chicago: University of Chicago Press (English translation of the revised 3rd edn. (1953) of Storia del regno di Napoli, 1st edn. Bari: Laterza, 1925)
- Ryder, Alan (1976), 《The Kingdom of Naples under Alfonso the Magnanimous: The Making of a Modern State》, Oxford: Oxford University Press, ISBN 9780198225355
- Labrot, Gérard (1979), 《Baroni in città. Residenze e comportamenti dell'aristocrazia napoletana, 1530–1734》, Naples: Società editrice napoletana
- Delille, Gérard (1985), 《Famille et propriété dans le royaume de Naples (XVe-XIXe siècles)》, Rome: École française de Rome
- Galasso, Giuseppe; Romeo, Rosario, 편집. (1986–1991), 《Storia del Mezzogiorno》 1–15, Napoli: Edizioni del Sole
- Marino, John A. (1988), 《Pastoral Economics in the Kingdom of Naples》, Baltimore: Johns Hopkins University Press
- Galasso, Giuseppe, 편집. (1992–2011), 《Il regno di Napoli》, Storia d'Italia, 15 1–6, Torino: UTET, ISBN 8802044996
- Labrot, Gérard (1995), 《Quand l'histoire murmure. Villages et campagnes du Royaume de Naples (XVIe-XVIIIe siècle)》, Rome: École française de Rome
- Dunbabin, Jean (1998), 《Charles I of Anjou: Power, Kingship and State-Making in Thirteenth-Century Europe》, London: Routledge, ISBN 9780582253704
- Kiesewetter, Andreas (1999), 《Die Anfänge der Regierung König Karls II. von Anjou (1278–1295). Das Königreich Neapel, die Grafschaft Provence und der Mittelmeerraum zu Ausgang des 13. Jahrhunderts》, Husum: Matthiesen, ISBN 3786814511
- Porter, Jeanne Chenault (2000), 《Baroque Naples: A Documentary History 1600–1800》, New York: Italica, ISBN 9780934977524, OCLC 43167960
- Santore, John (2001), 《Modern Naples: A Documentary History 1799–1999》, New York: Italica, ISBN 9780934977531, OCLC 45087196
- Pollastri, Sylvie (2011), 《Le lignage et le fief. L'affirmation du milieu comtal et la construction des états féodaux sous les Angevins de Naples (1265-1435)》, Paris: Publibook, ISBN 9782748367409
- Sakellariou, Eleni (2012), 《Southern Italy in the Late Middle Ages: Demographic, Institutional, and Economic Change in the Kingdom of Naples, c.1440–c.1530》, Leiden: Brill, ISBN 978-90-04-22406-3
- Musto, Ronald G. (2013), 《Medieval Naples: A Documentary History 400–1400》, New York: Italica, ISBN 9781599102474, OCLC 810773043